# Berlinerbroderi
Berlinerbroderi, broderi sytt efter industriellt framställda broderimönster som under 1800-talet såldes över hela världen av förläggare i Berlin. Mönstren var uppritade i färg på papper med förtryckt rutmönster. Broderierna syddes ursprungligen med silke men efterhand övervägande med ullgarn på stramalj. Under deras storhetstid 1840-1850 fanns det i Berlin 21 firmor som tillverkade mönster, och enbart år 1840 fanns ett utbud på 14 000 olika mönsterark.